# Rhipidia (Rhipidia) aoneurodes
Rhipidia (Rhipidia) aoneurodes is een tweevleugelige uit de familie steltmuggen (Limoniidae). De soort komt voor in het Afrotropisch gebied.